# Simulium babuyanense
Simulium babuyanense es una especie de insecto del género Simulium, familia Simuliidae, orden Diptera.
Fue descrita científicamente por Takaoka & Tenedero, 2007.